# Fernand Schuermanstadion
Het Fernand Schuermanstadion is een voetbalstadion in de Belgische gemeente Temse.

## Geschiedenis
Het stadion was 75 jaar lang de thuisbasis van voetbalclub KSV Temse. In 2008 volgde afbraak van een deel van de tribune die er stond sinds 1927. Nadat KSV Temse een fusie aanging met Sporting Lokeren in 2020 werd onmiddellijk initiatief genomen door Margino De Kerf om een nieuwe club op te richten. SV Blauw Wit Temse met stamnummer 9755 ging spelen in het Fernand Schuermanstadion. Daarnaast maken ook enkele jeugdploegen gebruik van het stadion.